# 20 Pułk Piechoty (Księstwo Warszawskie)
20 Pułk Piechoty  - oddział piechoty Armii Księstwa Warszawskiego.
Sformowany w 1812 w Nowogródku na Litwie.
Jego dowódcą od 13 lipca 1812 był płk Adam Bispink (Adam Biszping),  majorem Glazer, a dowódcami batalionów - Milberg, Walicki i Płączyński. 
Pułk wziął udział w obronie Modlina w 1813.

## Odtworzenie pułku
Po abdykacji Napoleona, car Aleksander I wyraził zgodę na odesłanie oddziałów polskich do kraju. Miały one stanowić bazę do tworzenia Wojska Polskiego pod dowództwem wielkiego księcia Konstantego. 13 czerwca 1814 roku pułkowi wyznaczono miejsce koncentracji w Łomży. 
Pułk nie został jednak odtworzony, bowiem etat armii Królestwa Polskiego przewidywał tylko 12 pułków piechoty. Nowe pułki piechoty sformowano dopiero po wybuchu powstania listopadowego. Rozkaz dyktatora gen. Józefa Chłopickiego z 10 stycznia 1831 roku nakładał obowiązek ich organizowania na władze wojewódzkie. W województwie mazowieckim tworzony był  2 pułk Województwa Mazowieckiego przemianowany później na 20 pułk piechoty liniowej.